# Love Generation

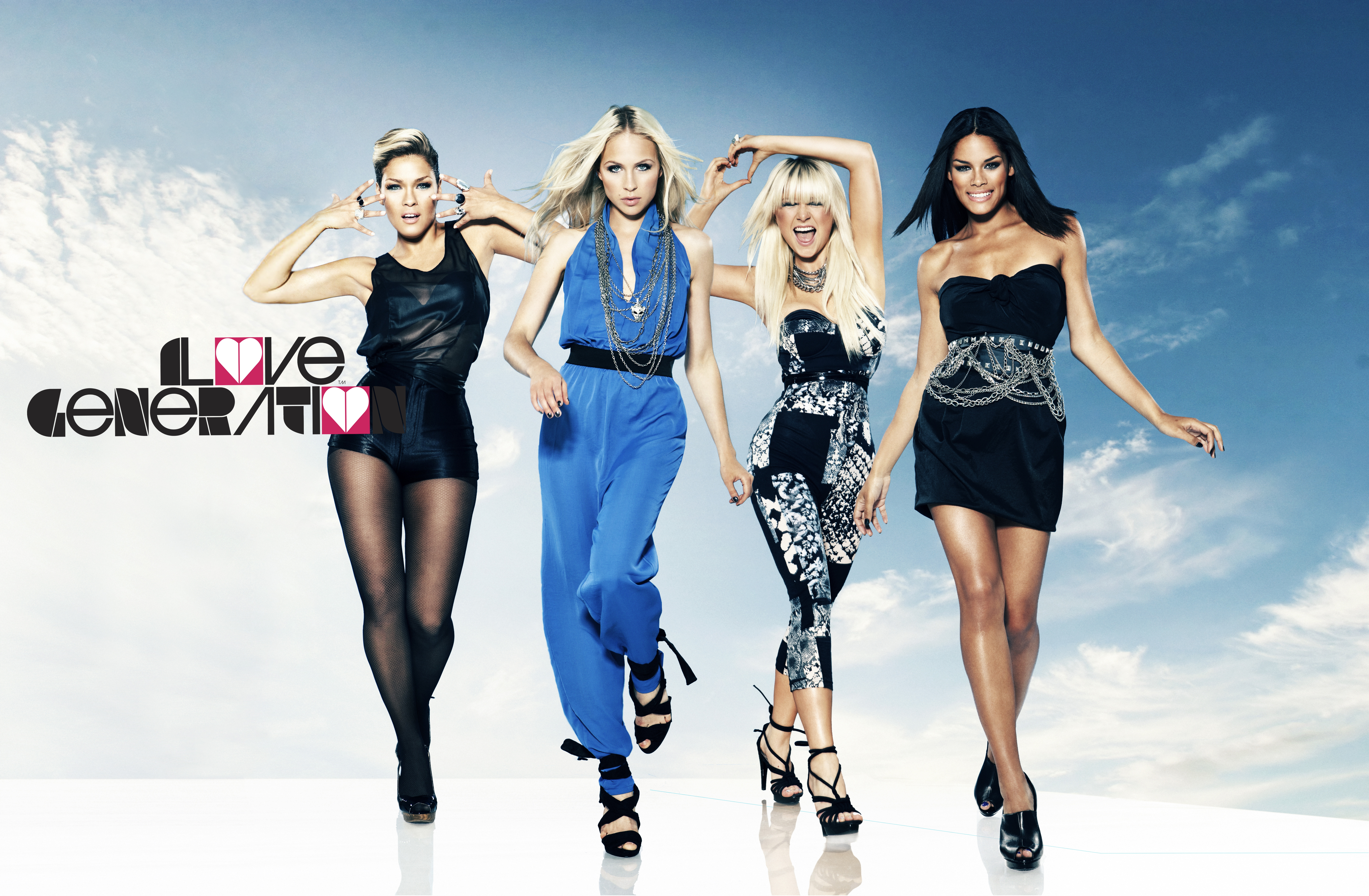
Love Generation 2010 – Charly Q, Mikaela, Cornelia och Melanie.

Love Generation var en svensk popgrupp, verksam åren 2010–2012 med sin bas i Stockholm.

## Historik
Love Generations medlemmar sattes samman genom en casting av Legend Music Group (musikproducenten och låtskrivaren RedOne, tillsammans med Peter Swartling och A&R-producenten Jonas Johnson) i samarbete med NRJ och LG Electronics. Över femhundra sökande skickade in ett videoklipp där de sjöng. Genom en omröstning valdes gruppens fem medlemmar ut: Anna Isbäck, Martina "Charly Q" Braun Wolgast, Mikaela Urbom, Melanie Taylor och Roshana Hosseini.
Arbetet med deras första singel med samma namn, "Love Generation", började redan under sista dagen av uttagningen av gruppens medlemmar och gavs ut den 26 maj 2010. Musikvideon släpptes i början av juli. Deras andra singel, "Good Times", hade livepremiär under ett uppträdande på nattklubben Ambassadeur i Stockholm den 16 juli 2010. Innan de hann släppa någon singel så byttes Anna Isbäck ut mot Cornelia Jakobsdotter.
Gruppen deltog under flera av RIX FM Festivals turnéstopp sommaren 2010, samt under NRJ in the Park 2010.
Love Generation medverkade i en sponsorspot för LG Electronics.
Den 29 november 2010 offentliggjordes att medlemmen Roshana Hoss hade lämnat Love Generation. Hon ska ha förklarat det med att "jag och tjejerna vill åt olika håll i vårt artisteri och musik". Den 5 september 2011 meddelade gruppen att även Mikaela Urbom lämnat Love Generation. Gruppen tävlade som kvartett i TV4:s Fångarna på fortet 2011 och när programmet sändes 23 september var Sacha Jean-Baptiste med och tävlade istället för Mikaela Urbom.
Love Generation deltog i Melodifestivalen 2011 med bidraget "Dance Alone" som gick vidare till Andra Chansen. I Melodifestivalen 2012 tävlade de med låten "Just a Little Bit" men gick inte vidare.

### Melodifestivalen 2011
På Sveriges Televisions presskonferens för Melodifestivalen 2011 den 29 november 2010 presenterades gruppen som en av deltagarna i den fjärde deltävlingen. Dock presenterades endast gruppen och ingen låt, eftersom man ännu inte hade valt låten. Det sades dock att den skulle vara skriven av RedOne (Nadir Khayat). Den 5 januari 2011 presenterades deras bidrag som heter "Dance Alone", skriven av RedOne, Bilal "The Chef", Teddy Sky, AJ Junior, Jimmy Joker och BeatGeek. 
De medverkade i Malmö den 26 februari 2011. med melodin "Dance Alone", som gick till Andra chansen. Låten tävlade i den första duellen mot Jenny Silver, gruppen vann och tog sig vidare till den andra duellen. Där mötte de Sara Varga, där Varga tog finalbiljetten. Således gick gruppen inte till final.

### Melodifestivalen 2012
Den 28 november 2011 blev det officiellt att Love Generation deltar i Melodifestivalen 2012 med bidraget "Just a Little Bit". Låten är skriven av RedOne (Nadir Khayat), Bilal "The Chef", Teddy Sky, John Mamann, Jean-Claude Sindres och Yohanne Simon . Gruppen tävlade i den tredje delfinalen, som sändes från Leksand den 18 februari 2012 . Love Generation beskriver Just a Little Bit som en popexplosion som förmedlar attityd, power och glädje . De hade startnummer fyra i Leksand  men gick inte vidare.

## Stockholm Syndrome
Efter Melodifestivalen 2012 valde man att lägga ner Love Generation och de tre kvarvarande medlemmarna (Martina Braun Wolgast, Cornelia Jakobsdotter och Melanie Taylor) bytte 2012 namn och stil till nya självständiga gruppen Stockholm Syndrome. Samtidigt lämnade de skivbolaget Legend Music Group & Universal Music samt låtskrivarna (bl.a. RedOne) såväl som musikgenren. De började därmed skriva och producera sin egen musik.

## Diskografi

### Singlar
- 2010 – Love Generation
- 2010 – Good Times
- 2011 – Dance Alone
- 2012 – Just a Little Bit